# Чайна Енн МакКлейн
Чайна Енн Макклейн (англ. China Anne McClain; нар. 25 серпня 1998, Атланта, Джорджія) — американська акторка, співачка і авторка пісень. Виступає в музичному гурті McClain Sisters (з сестрами — Сьєррою і Лорін Маклейн).

## Кар'єра
Кар'єру почала в 2005 році у фільмі «The Gospel». У 2007 році отримала роль у серіалі «Tyler Perry's House of Payne» (роль Жасмін Пейн), світову популярність їй принесла роль в серіалі «Вищий клас».
Дісней випустив саундтрек до телесеріалу «Вищий клас» 11 жовтня 2011 року, в якому Чайна заспівала шість пісень соло і дві разом з сестрами, відразу опинившись на 29 місці Billboard 200 — в перший тиждень було продано 14 000 копій. Пісня «Calling All the Monsters» стала хітом, зайнявши вісімдесят шосте місце в Billboard Hot 100. У 2012 році McClain Sisters випустили альбом.

## Біографія

### 2005-2010
У 2005 році музичний керівник, почувши кілька пісень Чайний Енн, порекомендував Робу Гарді взяти її на прослуховування для ролі у фільмі The Gospel, разом з Борисом Коджо і Ідрісом Ельба. Роль у цьому фільмі привернула увагу Тайлера Перрі, який затвердив Чайну на роль Жасмин Пейн в серіалі Tyler Perry's House of Payne.
У фільмі daddy's Little Girls Чайна грає разом зі своїми сестрами, Сьєррою і Лорін, які також є актрисами (грають роль її старших сестер у фільмі). Її батько, Майкл МакКлайн, є музичним продюсером, мати — авторка пісень. Чайна МакКлайн також з'являлася в інших фільмах і її запрошували як гостя у різних шоу, такі як «Ханна Монтана», «Морська поліція: Спецвідділ» і у фільмі «Буревійний сезон». Вона також з'явилася в фільмі «Однокласники» в ролі Шарлоти Маккензі. У тому ж році, вона зіграла роль Кіари в серіалі «Jonas L. A.».

### 2011
У 2011 році знялася в одній із серій серіалу «Чарівники з Вейверлі Плейс» у ролі Тіни і в головній ролі серіалу «Вищий клас», для якого записала кавер на пісню Тайо Круза «Dynamite», відеокліп якого, після показу на Disney Channel, подивилися близько одного мільйона користувачів You Tube. Також для серіалу «Вищий Клас» вона виконала пісню «Exceptional». Також взяла участь у реаліті-шоу «Зіркові витівки». Для спеціальної серії про Хеллоуїн 2011 року вона виконала пісню «Calling All Monsters».
До серпня 2011 року за зйомки в телесеріалі «Вищий клас» Чайна заробила понад 600 000 доларів

## Фільмографія
| Рік  | Фільм                          | Роль              | Примітки                |
| ---- | ------------------------------ | ----------------- | ----------------------- |
| 2005 | The Gospel                     | Алексіс           | перший фільм            |
| 2007 | A Dennis the Menace Christmas  | Маргарет          |                         |
| 2007 | Татова донька                  | Чайна Джеймс      |                         |
| 2008 | Six Blocks Wide                | сусід № 8         |                         |
| 2009 | Jack and Janet Save the Planet | Жанет             | телефільм               |
| 2010 | Буревійний сезон               | Alana Collins     | картина direct-to-video |
| 2010 | Однокласники                   | Шарлотта Маккензі |                         |
| 2013 | Однокласники 2                 | Шарлотта Маккензі |                         |
| 2014 | Як створити ідеального хлопця  | Gabby Harrison    |                         |

| Рік       | Фільм                         | Роль                | Примітки                                  |
| --------- | ----------------------------- | ------------------- | ----------------------------------------- |
| 2006-2012 | Будинок сімейства Пейн        | Ясмін Пейн          | (Сезони 1-4; поверталася в 6 і 7 сезонах) |
| 2008      | Джиммі Кіммел в прямому ефірі | Саша Обама          | телесеріал (не вказано в титрах)          |
| 2009      | Ханна Монтана                 | Ізабель             | 3 сезон 8 серія «Welcome to the Bungle»   |
| 2009      | Морська поліція: Спецвідділ   | Кайла Венс          | 6 сезон 18 серія «Нокаут»                 |
| 2010      | Jonas L. A.                   | Кіара               | 2 сезон 6 серія                           |
| 2011      | Чарівники з Вейверлі Плейс    | Тіна (гарний ангел) | 4 сезон 9-10 серія «Wizards Angels vs»    |
| 2011      | Вищий клас                    | Чайна Паркс         | головна роль                              |
| 2011      | Зоряні пустощі                | сама себе           | 1 серія                                   |
| 2012      | Як попало!                    | сама себе           | музичний гість                            |
| 2019      | Спадкоємці 3                  | Ума, дочка Урсули   |                                           |

## Дискографія

### Альбоми

#### Саундтреки
| Назва                                 | Опис альбому                                                                   | Найвище місце в чарті | Найвище місце в чарті | Найвище місце в чарті |
| Назва                                 | Опис альбому                                                                   | US                    | US OST                | US Kids               |
| ------------------------------------- | ------------------------------------------------------------------------------ | --------------------- | --------------------- | --------------------- |
| Вищий клас                            | - Вихід: 11 жовтня 2011 - Формати: CD, цифрове скачування - Лейбл: Walt Disney | 29                    | 2                     | 1                     |
| "—"альбом не займав позиції в чартах. |                                                                                |                       |                       |                       |

### Сингли
| Назва                                 | Рік  | Найвище місце в чарті | Найвище місце в чарті | Альбом        |
| Назва                                 | Рік  | US                    | CAN                   | Альбом        |
| ------------------------------------- | ---- | --------------------- | --------------------- | ------------- |
| «Dynamite»                            | 2011 | —                     | —                     | A. N. T. Farm |
| «Calling All the Monsters»            | 2011 | 86                    | 89                    | A. N. T. Farm |
| «Unstoppable»                         | 2012 | —                     | —                     | A. N. T. Farm |
| "—"альбом не займав позиції в чартах. |      |                       |                       |               |

### Інше
| Пісня                                                         | Рік  | Альбом                   |
| ------------------------------------------------------------- | ---- | ------------------------ |
| «Your Biggest Fan» (Нік Джонас за участю Чайний Енн МакКлайн) | 2009 | Jonas L. A. (soundtrack) |
| «„I Got My Scream On“»                                        | 2012 |                          |
| «„How Do I Get There from Here“»                              | 2012 |                          |

### Відеокліпи
| Рік  | Пісня                      | Примітки                                |
| ---- | -------------------------- | --------------------------------------- |
| 2011 | «Dynamite»                 | відеокліп з прем'єрою на Disney Channel |
| 2011 | «Calling All the Monsters» | відеокліп з прем'єрою на Disney Channel |
| 2012 | «Unstoppable»              | Тексти/кліпи з Вищий клас               |

## Awards
| Рік  | Премія              | Категорія                       | Робота                                      | Результат |
| ---- | ------------------- | ------------------------------- | ------------------------------------------- | --------- |
| 2011 | NAMIC Vision Awards | Краща робота комедійної актриси | Жасмин Пейн by Tyler Perry's House of Payne |           |
| 2011 | Teen Icon Awards    | Icon To Tomorrow                | Вищий клас                                  |           |